# 日本ビジネスプレス
株式会社日本ビジネスプレス（英: Japan Business Press Co., Ltd.）は、東京都港区に所在する企業である。2008年3月に川嶋諭ら、日経BP、時事通信社、中央公論などの元記者により設立された。
「良質なコンテンツを増やし、人生をより豊かに。」をコンセプトに、ビジネス系ウェブメディアJBpressの運営、書籍の刊行、WEBメディア向けに特化したサイト構築・運用支援システム MediaWeaverの提供、ビジネスメディアの広告支援等を行っている。

## 沿革
- 2008年11月11日 - 『JBpress』PCサイト公開
- 2010年1月8日 - プラットフォームの「isMediaネットワーク」を構築、コンテンツ供給開始

## 疑義が持たれた記事・不祥事
- 2020年アメリカ合衆国大統領選挙における郵便投票不正問題

2020年アメリカ合衆国大統領選挙で敗北したドナルド・トランプ大統領(当時)が持ち出した主張を取り上げた。2020年12月23日にも「「選挙不正」徹底調査したナヴァロ報告書の説得力」という記事を掲載し、「ナヴァロ報告書は最も詳細かつ具体的な内容だといえる。」と報道した。しかし、トランプ側の訴訟は、裁判所に棄却されたり、自ら取り下げたりが続き、2020年12月11日には一部法廷闘争の敗北が決定付けられていた。
- 新型コロナウイルス感染症の空気感染

3月14日に「ついに証明された、新型コロナは空気感染する」という記事を掲載した。記事内で「研究が進み、新型コロナウイルスは空気感染することが分かってきた」と説明し、その根拠として権威ある米医学雑誌『ニューイングランド・ジャーナル・オブ・メディシン』に掲載されたとする論文を示した。また、空気感染しない見解を発表していた日本政府にも批判的であった。しかし、実際には論文は「メドアーカイブ」というサイトに掲載されただけの査読前論文であった。さらに、「空気感染」でもなく、厚労省も否定していない「エアロゾル感染」だった。多くの指摘を受けたため、記事を削除し、謝罪文を掲載した。
- 新型コロナウイルスの研究所流出説

「新型肺炎、米メディアが報じた「研究所が発生源」説」や、「「新型ウイルスはバイオ兵器？」の噂が囁かれる背景」といった、新型コロナウイルスが武漢ウイルス研究所から流出したという記事を複数本掲載している。しかし、疑念を主張しているアメリカが、国の情報機関が連携する「インテリジェンス・コミュニティー」をもってしても結論を出すことができていない。2022年においてもこの件についての最終的な結論は出ていない。
- 地球温暖化の否定

2020年1月6日に、「南極もシロクマも異常なし　温暖化ホラー話の大嘘」と地球温暖化を否定する記事を掲載した。地球温暖化に否定的なジャーナリストの著書を抜粋・再編集したもので、南極の氷が減少していないことを根拠にしている。実際、南極の長期的な降雪量増加は一部の氷量増加に寄与しており、2015年にNASAが発表した、南極は「海面上昇の原因にならず」「氷河の総質量も、減るどころかむしろ増えている」とする論文を根拠の1つにしている。しかし、NASAの論文は大きな物議を醸し、根拠への疑問や、異なる証拠や有効な調査が多すぎることが示されている。さらに、この論文が正確であっても海面上昇していることは事実であり、地球温暖化の否定にはならない。論文内でも、著者は研究結果が地球温暖化を否定するものではないとしており、引用はミスリードのためのチェリー・ピッキングである。
- ウクライナ大統領を巡る記事

2023年9月1日、「ゼレンスキー大統領にもう一つの顔か、西側の支援金で私腹肥やしたとの疑惑」との題名でウクライナの大統領であるウォロディミル・ゼレンスキーが西側諸国から得られた支援金でエジプトの別荘地にある豪邸を購入したと報じた。しかし、この報道はJBpressが報じる前に開発業者から否定の声明が既に発表されており、在日ウクライナ大使館からもX（旧・Twitter）を通じてJBpressに対して抗議を行う事態になった。これを受けて、JBpressは「事実関係の確認が不十分だった」として、同月23日に該当記事の削除を行うと共に謝罪文をSNS上に掲載した。